# Falmouth (Maine)
Falmouth – miasto w Stanach Zjednoczonych, w stanie Maine, w hrabstwie Cumberland.
W Falmouth urodził się William Cranch Bond, amerykański astronom i wynalazca.